# Paris–Chauny
Paris–Chauny ist ein französisches Eintagesrennen im Straßenradsport. Es findet seit 1922, mit Unterbrechungen, jährlich statt. Ab 2015 ist es Teil der UCI Europe Tour in Kategorie 1.2. Seit 2018 wird es in der Kategorie 1.1 geführt. Bis 2018 fand das Rennen im Juni statt und wurde ab 2019 in den September verlegt.

## Strecke
Obwohl das Rennen Paris–Chauny heißt ist der Start in Compiègne. Es könnte vermutlich eine Gemeinsamkeit mit Paris-Roubaix sein, dass im Laufe der Austragungen der ursprüngliche Startort von Paris nach Compiègne verlegt wurde. Die Strecke führt über eine große Runde zu einer kleineren Runde, welche  dreimal durchfahren werden muss, bevor nach 203 km das Ziel in Chauny erreicht wird. Ausrichter ist  Chauny Sports Cyclisme.

## Palmarès
| Jahr      | Gewinner               | Zweiter                | Dritter             |
| --------- | ---------------------- | ---------------------- | ------------------- |
| 1922      | Charles Lacquehay      | Henri Pélissier        | Jean Brunier        |
| 1923      | José Pelletier         | Pierre Beffarat        | Marcel Colleu       |
| 1924      | Armand Van de Casteele | Henri Pélissier        | Marcel Goddart      |
| 1925      | Alexis Blanc-Garin     | Hector Martin          | Joseph Leblanc      |
| 1926      | Georges Bridier        | Armand Lenoir          | Charles Fleury      |
| 1927      | Lucien Ghiste          |                        | Adam Ray            |
| 1928      | Octave Dayen           | Léon Bessières         | Marcel Duc          |
| 1930      | Léon Le Calvez         | François Moreels       | Jean Noret          |
| 1931      | Jean Noret             | Marcel Duc             | M. Brun             |
| 1932      | Philippe Bono          | Jean Noret             | Constant Camus      |
| 1933      | Sauveur Ducazeaux      | Jean Goujon            | Georges Naisse      |
| 1934      | Eugene Grenu           | Pierre Janvier         | Albert Carapezzi    |
| 1935–1947 | Keine Austragungen     |                        |                     |
| 1948      | Lebide                 |                        |                     |
| 1949      | Lucien Verdier         |                        |                     |
| 1950      | André Denhez           |                        |                     |
| 1951      | Henri Denhez           |                        |                     |
| 1952      | A. Henry               | Mage                   | Jacques Alix        |
| 1953      | Gwoinsky               |                        |                     |
| 1954      | Bernard Daussin        |                        |                     |
| 1955      | Maurice Munter         |                        |                     |
| 1956      | Pierre Cornilleau      |                        |                     |
| 1957      | Raymond Mastrotto      |                        |                     |
| 1958      | Gilbert Loof           |                        |                     |
| 1960      | Valentin Modric        | Michel Prissette       |                     |
| 1961      | Gilbert Loof           | Raymond Fayard         | Raymond Bralant     |
| 1962–1979 | Keine Austragungen     |                        |                     |
| 1980      | Guy Bricnet            | André Fossé            | Patrice Collinet    |
| 1981      | Patrice Collinet       | Jean-Marc Follet       | Bernard Stoessel    |
| 1982      | Claude Saelen          | Bernard Stoessel       | Philippe Miotti     |
| 1983      | Piers Hewitt           | Ian Manson             | Franck Pineau       |
| 1984      | Claude Carlin          | Philippe Tesniere      | Jean-Luc Braillon   |
| 1985      | Thierry Casas          | Rusty Lopez            | Daniel Maquet       |
| 1986      | Laurent Masson         | Philippe Brenner       | Patrice Malard      |
| 1987      | Marc Meilleur          | Marc Poncel            | Didier Champion     |
| 1988      | Greg Oravetz           | Jean-Marie Corteggiani | Lawrence Roche      |
| 1989      | Philippe Lauraire      | Claude Carlin          | Jean-Cyril Robin    |
| 1990      | Olaf Lurvik            | Laurent Eudeline       | Jacques Dutailly    |
| 1991      | John Hugues            | Matt Newberry          | Paul Slane          |
| 1992      | Adam Szafron           | Czeslaw Rajch          | Bruno Thibout       |
| 1993      | Frédéric Pontier       | Emmanuel Mallet        | Ludovic Auger       |
| 1994      | Gordon Fraser          | Edouard Terrier        | Frédéric Gabriel    |
| 1995      | Franck Morelle         | Jean-Claude Thilloy    | Jérôme Leroyer      |
| 1996      | Jean-François Laffillé | Herve Henriet          | Vincent Templier    |
| 1997      | Florent Brard          | Vincent Klaes          | Arnaud Auguste      |
| 1998      | Jean-Michel Thilloy    | Mickael Fouland        | Vincent Templier    |
| 1999      | Franck Morelle         | Stéphane Augé          | Jean-Claude Thilloy |
| 2000      | Mika Hietanen          | Mickael Olejnik        | Sylvain Lajoie      |
| 2001      | Christophe Guillome    | Tony Cavet             | Cédric Loue         |
| 2002      | Aleksei Levdanski      | Mickaël Buffaz         | Shinichi Fukushima  |
| 2003      | Pascal Carlot          | David Pagnier          | Stéphane Pétilleau  |
| 2004–2005 | Keine Austragungen     |                        |                     |
| 2006      | Guillaume Lejeune      | Franck Charrier        | Thomas Nosari       |
| 2007      | Tomasz Smoleń          | Mateusz Taciak         | Kévin Lalouette     |
| 2008      | Tony Cavet             | Martial Locatelli      | Mateusz Taciak      |
| 2009      | Benoît Daeninck        | Sander Maasing         | Guillaume Malle     |
| 2010      | Keine Austragung       |                        |                     |
| 2011      | Grégory Barteau        | Mickael Olejnik        | Émilien Clère       |
| 2012      | Gert Jõeäär            | Jimmy Turgis           | Benoît Sinner       |
| 2013      | Benoît Daeninck        | Yann Guyot             | Simon Pellaud       |
| 2014      | Marc Sarreau           | Marc Fournier          | Flavien Dassonville |
| 2015      | Maxime Vantomme        | Ronan Racault          | Alberto Cecchin     |
| 2016      | Dieter Bouvry          | Anthony Giacoppo       | Kévin Le Cunff      |
| 2017      | Thomas Boudat          | Grégory Habeaux        | Anthony Turgis      |
| 2018      | Ramon Sinkeldam        | Dion Smith             | Quentin Jauregui    |
| 2019      | Anthony Turgis         | Robin Carpenter        | Nans Peters         |
| 2020      | Nacer Bouhanni         | Alexander Krieger      | Danny van Poppel    |
| 2021      | Jasper Philipsen       |                        |                     |
| 2022      | Simone Consonni        |                        |                     |
| 2023      | Jasper Philipsen       |                        |                     |